# Andrena congruens
Andrena congruens är en biart som beskrevs av Otto Schmiedeknecht 1884. Andrena congruens ingår i släktet sandbin, och familjen grävbin. Inga underarter finns listade i Catalogue of Life.